# William Scoresby Routledge
William Scoresby Routledge, FRGS (1859–1939) fue un antropólogo británico y aventurero. Junto con su esposa, Katherine Routledge, completó las primeras etnografías de los Kikuyu (Este de África) y la gente de la Isla de Pascua.

## Primeros años
William fue el primer hijo de William Routledge y Anne Sophia Twycross, quienes se conocieron y casaron en Melbourne, Australia. Fue nombrado en honor al explorador ártico británico y ballenero Dr. William Scoresby, un amigo de la familia. Scoresby pasó sus primeros años en "Vaucluse", en Richmond, Victoria, antes de regresar a Inglaterra alrededor de 1867 con sus padres y tres hermanas menores después de la muerte del hermano de su padre y socio comercial. Su familia luego vivió en "Yarra-Yarra", en el 3 Upperton Road, Eastbourne, Sussex.
William fue primo hermano del sismógrafo británico, John Milne (1850-1913), que trabajó en Japón durante la Restauración Meiji.
Su familia paterna tenía raíces en Nueva Escocia, donde su bisabuelo, el Sr. Justicia Thomas Chandler Haliburton, fue miembro del parlamento y autor de una importante historia de la región: "Historical and Statistical Account of Nova-Scotia." Los dos volúmenes fueron publicados por Howe en 1830.

## Educación
Después de graduarse en 1882 con una maestría de la Universidad de Oxford, Routledge estudió medicina en la University College Hospital, Londres. En 1883 ganó el premio de Fisiología. También fue elegido miembro de la Royal Geographical Society, y en 1888 recibió el premio Erichsen por cirugía práctica. No completó su título de Doctor en Medicina.
En años posteriores fue elegido miembro de otros clubes, como el Royal Cruising Society of Antiquaries, la Geological Society, el Instituto Real de Antropología y como Fellow de la Royal Geographical Society (1900). Esta última alberga una colección de ocho cajas de notas de campo en su mayoría inéditas, dibujos, mapas y fotografías de los Routledge.
En 1906, Scoresby Routledge se casó con una compañera de Oxford, Katherine Pease, y comenzó una colaboración extraordinaria pero problemática que duró 20 años y produjo un conjunto de trabajos académicos que en su mayoría han resistido la prueba del tiempo.
Como etnógrafo y antropólogo, Scoresby Routledge pasó su vida visitando y documentando culturas primitivas que estaban cambiando y desapareciendo a principios del siglo XX. Los Routledge lo hicieron con urgencia, lo que indicaba que entendían lo rápido que se perdería para siempre la historia de estas culturas a medida que comenzaban a surgir ideas occidentales en áreas antes aisladas (con el acceso a áreas remotas de la Tierra a través de nuevas carreteras o rutas marítimas siendo un factor importante).

## Los Mi'kmaq (Micmacs) de Terranova
Como antropólogo, trabajó inicialmente entre los Mi'kmaq (Micmacs) de Terranova. En 1915, se informó en The Times que Scoresby Routledge vivía con los Micmacs en Terranova central, donde aprendió la caza y las habilidades de la madera. Scoresby Routledge describió más tarde en el libro que coescribió con su esposa Katherine sobre los Kikuyu, cómo pasó cuatro meses en una expedición de caza de castores con los Micmacs en un país densamente forestado.

## Los Kikuyu del Este de África
En 1902, Scoresby Routledge visitó a la tribu Kikuyu de Kenia, en lo que entonces era el Protectorado de África Oriental Británica. Estableció un campamento base en Fort Hall en Murang'a, que en ese momento era una zona remota ubicada a 60 millas al noreste de Nairobi. El campamento incluía una habitación de piedra para el trabajo fotográfico. Recopiló información sobre las costumbres de los nativos mientras recorría el país con miembros de la tribu y por la noche, cuando todos eran bienvenidos al gran fuego frente a su tienda.Reunió 36 artefactos en este viaje que presentó al Museo Británico...
En 1906, en un viaje a Nápoles para ver las ruinas de Pompeya, conoció al erudito de Oxford, Katherine Pease, y se casaron poco después.
Katherine y Scoresby regresaron juntos a África durante otros dos años y en 1910 publicaron conjuntamente un libro titulado "With a prehistoric people, the Akikuyu of British East Africa" (Con un pueblo prehistórico, los Akikuyu de África Oriental Británica). Los Routledge abordaron varios aspectos de la cultura con capítulos sobre la vida social y política (donde Katherine se centró en la posición de las mujeres), vestimenta, tierra y agricultura, rebaños y manadas, comida y cocina, y guerra. También se registraron artes y oficios, como métodos de construcción de chozas, encendido de fuego, música y fabricación de cerámica. Las secciones de religión y folclore en el libro registraron las creencias de los Kikuyu sobre cómo llegaron a ser quienes eran. Numerosas fotografías e ilustraciones hicieron un registro permanente del pueblo Kikuyu y sus costumbres. Algunos miembros clave de la tribu Kikuyu fueron destacados como invaluables para su investigación. Los Routledge recogieron artefactos Kikuyu, como carcajes, flechas y otras armas, cerámica, herramientas y adornos corporales, que finalmente donaron al Museo Británico y al Museo Pitt Rivers de Oxford.
La perspectiva de Scoresby Routledge sobre su trabajo en África Oriental en el prefacio concluyó con una observación de que el estudio de los Kikuyu podría ofrecer a los británicos una comprensión y realidad viviente de sus antepasados sajones, cuyos montículos funerarios estaban siendo estudiados en Inglaterra en ese momento.

## Isla de Pascua (Rapa Nui)

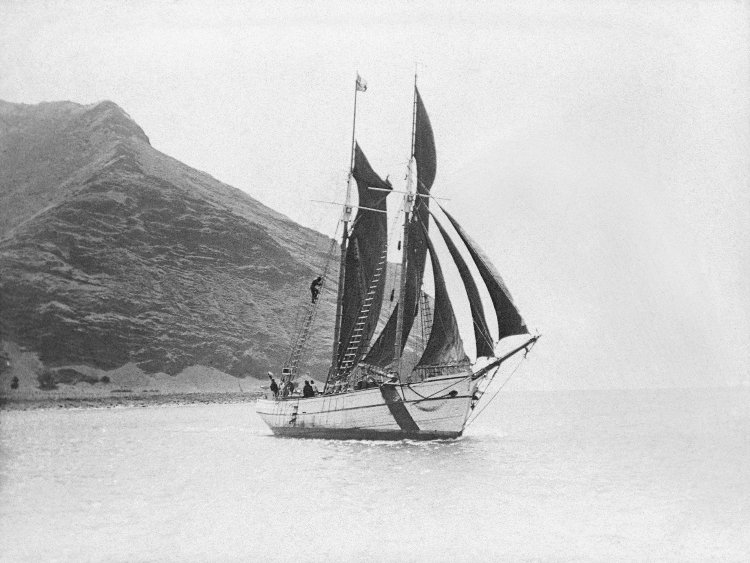
El Mana en la Isla de Pascua, 1914.

Siguiendo una sugerencia del Museo Británico, los Routledge se embarcaron en una expedición (1914-1915) a la Isla de Pascua en su yate, el Mana o "Gran Espíritu", un Goleta de 90 pies. Navegaron desde Falmouth, Inglaterra, tardando más de un año en un viaje que cruzó medio mundo. En ruta hacia el Pacífico, pasaron por el Paso de Patagonia en América del Sur, recogiendo artefactos que ahora se encuentran en el Museo Pitt Rivers. Llegaron a la Isla de Pascua en 1914. El viaje del Mana, que finalmente cubrió 100,000 millas bajo vela, llevó a que a Scoresby Routledge se le otorgara la Challenge Cup del Royal Cruising Club, que no se había otorgado desde 1876. En ese momento, había un creciente interés público en las gigantescas estatuas de la isla, los moai, y los medios británicos siguieron de cerca su historia. En 1914, se desconocía cómo las estatuas llegaron a dominar el paisaje de la aislada isla del Pacífico, que se encuentra a 3,510 km al oeste de Chile y tiene un área total de 164 km².
The Times de 1915 informó que los Routledge regresaban a Inglaterra desde la Isla de Pascua en el Mana. El artículo mencionaba que había 23 personas a bordo del yate durante su viaje. Scoresby y Katherine fueron los primeros académicos calificados en realizar un estudio arqueológico de la isla. La oportuna visita de los Routledge a la Isla de Pascua preservó información cultural e histórica que de otro modo se habría perdido. El material de su expedición se puede ver en forma de artefactos, documentos y fotografías.

## Polinesia
Katherine y Scoresby viajaron posteriormente a Mangareva y al este de Polinesia en 1921-1923, pero su trabajo nunca se publicó ya que su relación se volvió tensa. Esperaban determinar el origen de los Rapa Nui antes de que llegaran los misioneros y se perdieran la información, las leyendas y las tradiciones. Un ejemplo de su trabajo allí se refleja en las tarjetas de vocabulario mantenidas por la Royal Geographical Society y en el gran modelo de una canoa con balancín de Mangareva que se encuentra en exhibición en el primer piso del Pitt Rivers Museum.

## Jamaica
En 1920, Scoresby emprendió una expedición para cruzar las John Crow Mountains en Jamaica, según lo indicado en la correspondencia inédita que posee la Royal Geographical Society. En un breve relato que dio al periódico The Times a su regreso, describió las dificultades del terreno de piedra caliza siempre húmedo, con pasajes rocosos estrechos y una vegetación exuberante que obstaculizaba el progreso, de modo que la velocidad promedio de viaje era de un cuarto de milla por día. También sintió que, de no ser por la coincidencia de una sequía rara que mejoró las condiciones, no habría obtenido la ayuda de la gente local. La expedición concluyó antes de que terminara la sequía el 20 de abril. Routledge cruzó la cordillera desde el lado del río Grande hacia el este, acompañado por un grupo de Maroons y un deportista que visitaba Jamaica, el Dr. Campbell.

## Los últimos años
Scoresby y Katherine se separaron en Sídney, Australia, en 1923, aunque durante varios años vivieron periódicamente juntos en Londres y en "Ewers", su hogar en Bursledon, Hampshire. Finalmente, se separaron en 1928 cuando la creciente esquizofrenia de Katherine la llevó a ser institucionalizada; no tuvieron hijos. 

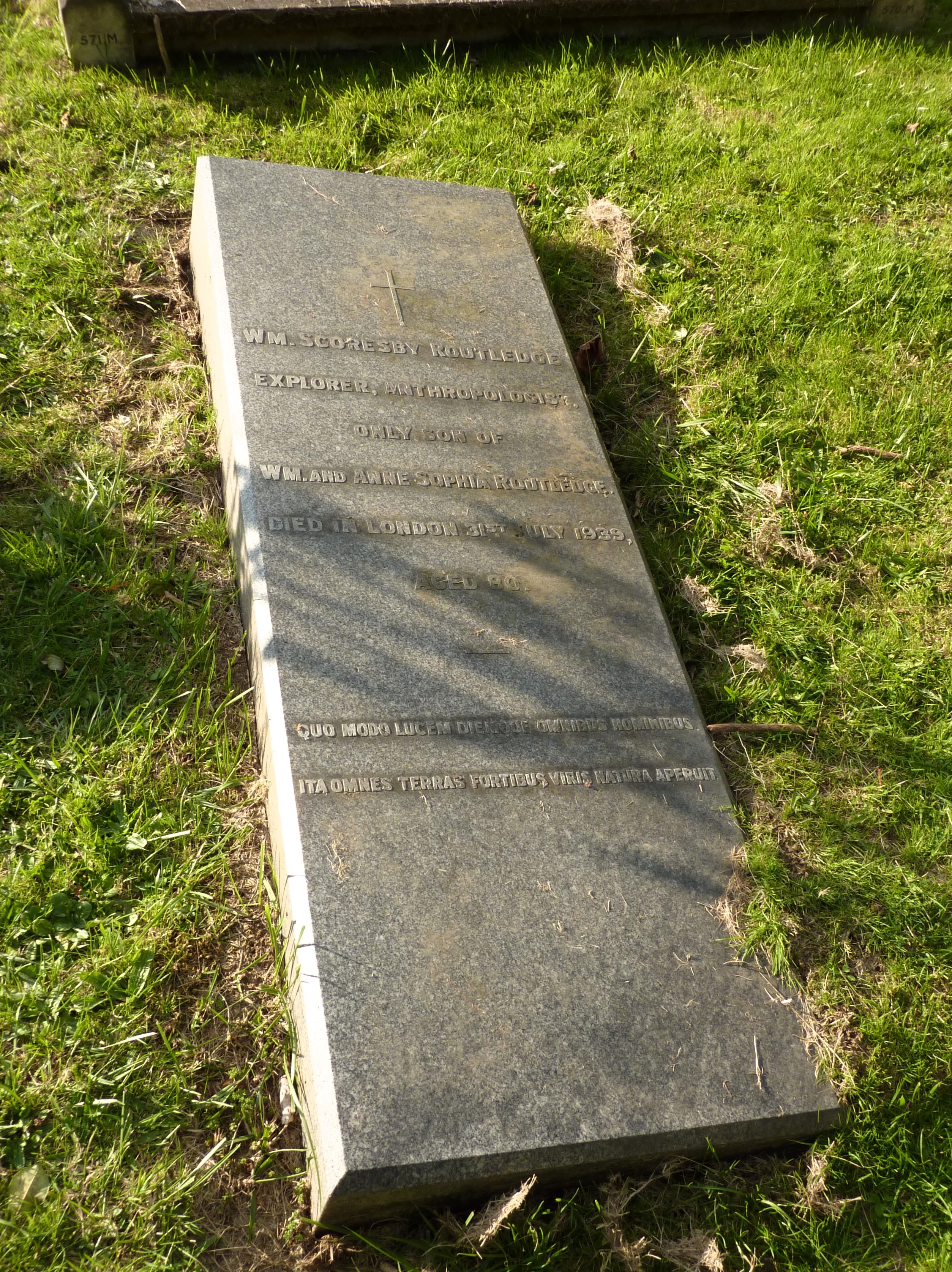
Tumba de William Scoresby Routledge en el cementerio de Putney Vale

Finalmente, Scoresby vivió en Hove, cerca de Brighton, en Sussex, donde murió el 21 de mayo de 1939. Fue enterrado en el cementerio de Putney Vale, Londres, junto a su esposa Katherine, quien había fallecido el 11 de abril de 1935. La lápida que marca su tumba lleva la inscripción: "WILLIAM SCORESBY ROUTLEDGE / AND HIS BELOVED WIFE / KATHARINE ROUNTLEDGE / OF EWERS BURSLEDON / WHO DIED APRIL 13 1939 / AGED 79 AND APRIL 11 1935 / AGED 74. / GOD IS LOVE". También presenta la marca registrada de Edward Taylor de "crisantemos en jarrones".
En su vida posterior, Scoresby Routledge vivió la mayor parte del tiempo en Bursledon, cerca de Southampton, donde se mantuvo ocupado escribiendo sobre temas diversos y, según la correspondencia que se encuentra en la Royal Geographical Society, ayudando con las traducciones de algunos manuscritos en español que le habían sido enviados por Hiram Bingham, el explorador de Machu Picchu. Las últimas cartas de Katherine a él se encuentran en la Royal Geographical Society. Scoresby siguió siendo miembro de la Royal Geographical Society hasta su muerte.
Es recordado por su trabajo pionero en la documentación de culturas indígenas y primitivas en peligro de extinción en todo el mundo y por sus contribuciones a la antropología y la etnografía. Sus expediciones a la Isla de Pascua y su trabajo con los Kikuyu son particularmente destacados en este sentido.

## Legado
El legado de William Scoresby Routledge perdura a través de su trabajo en la Isla de Pascua y su investigación sobre los Kikuyu. Sus contribuciones a la etnografía y la antropología siguen siendo valiosas para comprender las culturas y las sociedades que estudió. Sus colecciones de artefactos y documentación en el British Museum y el Pitt Rivers Museum también preservan información valiosa sobre estas culturas en peligro de extinción.
Además, su vida y su trabajo han inspirado a otros exploradores y académicos a continuar estudiando y documentando las culturas indígenas y primitivas en todo el mundo, contribuyendo así al conocimiento y la comprensión de la diversidad cultural de la humanidad.

## Obras destacadas
- With a prehistoric people, the Akikuyu of British East Africa (1910) - Coescrito con Katherine Routledge.
- The Mystery of Easter Island (1919)